# Metallyra rufotibialis
Metallyra rufotibialis är en skalbaggsart som beskrevs av Pierre Lepesme och Stefan von Breuning 1956. Metallyra rufotibialis ingår i släktet Metallyra och familjen långhorningar. Inga underarter finns listade i Catalogue of Life.